# Перито Морено
Перито Морено (на испански: Perito Moreno) е ледник в Патагония (в аржентинската провинция Санта Крус) и е един от най-крупните запаси на сладка вода в света. Простира се в южната част на Аржентинското езеро: челният му дял заема 5 km на дължина и 60 m на височина.
Периодичните срутвания на ледени маси от Перито Морено са едно от най-впечатляващите природни зрелища, на които може да се присъства. Последните четири са били през юли 2008, 2006, 2004 и 1988 година.
Перито Морено е включен, заедно с още 355 ледника, в национален парк „Ледниците“ (Parque Nacional Los Glaciares).

## Описание
Перито Морено има площ от 250 km² и е един от 48 ледника, захранвани от южната част на патагонския ледник, разположен в Андите на границата на Аржентина и Чили. Това ледено плато е третият по големина резерват за сладка вода в света. Ледникът е кръстен на изследователя Франсиско Морено, който е първият човек, който изследва региона през 19 век и играе значителна роля в защитата на териториалните интереси на Аржентина в спор за границата с Чили. Ширината на езика на ледника е 5 km, средната височина е 60 m над повърхността на водата. Средната дълбочина е 170 m, максималната е 700 m. Скоростта ѝ е 2 m на ден (приблизително 700 m годишно). Масовите загуби обаче са приблизително еднакви, следователно (без да се вземат предвид малки отклонения) езикът на ледника не отстъпва и не атакува в продължение на 90 години.

## Образуване и пробив
Ледникът Перито Морено е един от трите устойчиви ледника на Патагония. Периодично ледника се движи по езерото Аржентино, извито под формата на буква „Г“, достигайки до отсрещния бряг и създавайки естествен язовир, който разделя езерото на две части. Без отток водата в южната част на езерото може да се издигне до 30 метра над нивото на главното езеро. Огромното налягане на такъв обем вода в резултат на това разрушава ледената бариера, която я държи, което е много грандиозно събитие. Цикълът на образуване на язовира и неговото пробиване е нередовен и се повтаря с различна честота – от веднъж годишно до по-малко от веднъж на десетилетие.
Ледникът пробива за първи път през 1917 г., измивайки древната гора на чилийската мирта. Предпоследният пробив е на 8 – 9 юли 2008 г. Преди това се случва през 2006, 2004, 1988, 1984, 1980, 1977, 1975, 1972, 1970, 1966, 1963, 1960, 1956, 1953, 1952, 1947, 1940, 1934 и през 1917 г.